# Seventeen (группа, Индонезия)
Seventeen — индонезийская поп-рок-группа, созданная в 1999 году в Джокьякарте. Участниками группы были Бани (бас), Yudhi (гитара), Герман (гитара), Энди (ударные) и Ифан (вокал). Всего группа выпустила шесть альбомов и пятнадцать синглов. Они были наиболее известны как авторы синглов «Selalu Mengalah», «Jaga Selalu Hatimu», «Jalan Terbaik», и «Ayah».
22 декабря 2018 года группа выступала в палатке на курорте Танджунг Лесунг. Там их застало цунами. Волна ударила по сцене сзади и смыла музыкантов. Бани, Герман, Энди, сессионный музыкант Рукман Рустам и дорожный менеджер группы погибли. Фронтмен группы Ифан — единственный выживший — заявил о расформировании группы.

## Дискография

### Студийные альбомы
- Bintang Terpilih (2003)
- Sweet Seventeen (2005)
- Lelaki Hebat (2008)
- Dunia Yang Indah (2011)
- Sang Juara (2013)
- Pantang Mundur (2016)

### Синглы
- «Jibaku» (featuring Arie Untung) (2003)
- «Jika Kau Percaya» (2005)
- «Selalu Mengalah» (2008)
- «Untuk Mencintaimu» (2008)
- «Lelaki Hebat» (2008)
- «Jalan Terbaik» (2008)
- «Jaga Slalu Hatimu» (2011)
- «Hal Terindah» (2011)
- «Sang Juara» (2013)
- «Sumpah Ku Mencintaimu» (2013)
- «Cinta Jangan Sembunyi» (2016)
- «Bukan Main Main» (2016)
- «Aku Gila» (2016)
- «Menunggu Kamu» (2016)
- «Jangan Dulu Pergi» (2018)

## Состав
Окончательный состав
- Герман Сикумбайя — гитара (1999—2018†)
- Винду Энди Дармаван — барабаны (1999—2008, 2009—2018†)
- М. Авал «Бани» Пурбани — бас-гитара (1999—2018†)
- Рифан «Ифан» Фаджарсайя — вокал (2008—2018)

Бывшие участники
- Zulianto «Zozo» Angga — гитара (1999—2008)
- Yudhi Rus Harjanto — гитара (1999—2013)
- Yohan «Doni» Saputro — вокал, гитара (2000—2008)

## Цунами и гибель членов группы
22 декабря 2018 года группа выступала в палатке на курорте Танджунг Лесунг в округе Пандегланг провинции Бантен. На концерте собрались несколько сотен зрителей. В это время, предположительно, из-за извержения вулкана Анак-Кракатау, произошло цунами, которое ударило по сцене сзади, после чего её и зрительный зал накрыло волной. В момент трагедии фронтмен успел прокричать: We are Seventeen!. Бас-гитарист Авал «Бани» Пурбани и дорожный менеджер группы Оки Виджая погибли на месте. Вскоре было обнаружено тело гитариста Германа Сикумбайя. Тело барабанщика Энди Дармавана, объявленного пропавшим без вести, нашли спустя сутки. Единственным в этой катастрофе выжил вокалист группы Рифан Фаджарсайя. В результате цунами погибла и его жена, а также многие из зрителей. Ифан объявил о завершении карьеры.
Многие пользователи сети подумали, что в результате цунами погибли участники одноимённой южнокорейской группы.